# Выборы губернатора Саратовской области (2000)
Общее число избирателей, включённых в список для голосования — 2 034 738 человек.
Для признания выборов состоявшимися необходимо участие не менее 25 % избирателей, внесенных в списки избирателей, а число голосов избирателей, поданных за кандидата, набравшего наибольшее количество голосов по отношению к другим кандидатам, больше, чем число голосов избирателей, поданных против всех кандидатов.

## Ключевые даты
- 12 января 2000 г. — Саратовская областная дума назначила выборы губернатора на 26 марта 2000 г. (полномочия действующего губернатора истекали в сентябре 2000 г., но федеральным законодательством была предусмотрена возможность сократить/увеличить срок полномочий региональных органов власти для совмещения их выборов с федеральными выборами). Таким образом, выборы состоятся одновременно с выборами Президента России
- 26 марта 2000 г. — день голосования

## Выдвижение и регистрации кандидатов
Действующий губернатор Саратовской области Дмитрий Аяцков был выдвинут группой граждан. Также были зарегистрированы два самовыдвиженца: Караулов Игорь Фёдорович (президент охранной компании «Девон») и Тонакян Спартак Рафикович (генеральный директор ЗАО "Строительный дом «Саратов»).
Саратовский обком КПРФ выдвинул кандидатом в губернаторы своего 1-го секретаря Валерия Рашкина. Избирательная комиссия Саратовской области не зарегистрировала его кандидатом из-за нарушений (в том числе высокой доли недостоверных подписей — 24,36 %). После отказа в регистрации Рашкина коммунисты призвали на выборах губернатора голосовать против всех.
Также выдвигались, но не были зарегистрированы: журналист ГТРК «Саратов» Григорий Ахтырко, вице-президент Ассоциации предпринимателей Балакова Людмила Савочкина, президент Саратовского регионального общественного благотворительного фонда поддержки пенсионеров Александр Шишанов.

## Итоги выборов
| 1.                          | Дмитрий Аяцков              | 1 021 552 | 67,26 % |  |  |
| 2.                          | Игорь Караулов              | 146 036   | 9,62 %  |  |  |
| 3.                          | Спартак Тонаканян           | 15 619    | 1,03 %  |  |  |
|                             | Против всех                 | 308 645   | 20,32 % |  |  |
| Недействительных бюллетеней | Недействительных бюллетеней | 26 917    | 1,77 %  |  |  |
| Всего                       | Всего                       | 1 518 769 | 100 %   |  |  |
|                             |                             |           |         |  |  |
| Действительных бюллетеней   | Действительных бюллетеней   | 1 491 852 | 98,23 % |  |  |
| Явка                        | Явка                        | 1 518 769 | 74,99 % |  |  |
| Общее число избирателей     | Общее число избирателей     | 2 034 738 |         |  |  |